# چارلز هرلوفسون
چارلز هرلوفسون (نروژی: Charles Herlofson; ۱۵ ژوئن ۱۸۹۱ – ۹ نوامبر ۱۹۶۸) بازیکن فوتبال اهل نروژ بود.
از باشگاه‌هایی که در آن بازی کرده‌است می‌توان به باشگاه فوتبال هانوفر ۹۶ اشاره کرد.